# Muay Thai
Muaythai známé též jako thajský box (thaibox) je thajské plnokontaktní bojové umění.
V roce 2000 celosvětová organizace IFMA vytvořila veřejný jednotný název Muaythai pro tento bojový sport tak, aby byl v souladu s jinými sporty jako judo, karate apod. a nebyl vázán na zemi vzniku (Thajsko).
Vyvinulo se z bojového umění Muay Boran a má více než tisíciletou tradici. Největší popularitu si tento způsob boje získal u válečníků, jimiž byla osídlena území dnešního Thajska. Po uklidnění válečných konfliktů se souboje odehrávaly převážně na tržištích. Později začaly vznikat specializované stadiony a zápasy se přesunuly do klasického ringu.
Jsou povoleny údery lokty a koleny. Každý zápas začíná tradičním zahajovacím ceremoniálem vai-kru (tanec-modlitba). Bojovníci muaythai nosí z provazu upletené čelenky mong-kon. V novodobé historii byl však tento sport upraven několika pravidly, které zajišťují ochranu jednotlivých sportovců při zápasech, aby se otevřela cesta k větší popularizaci a zájmu širší veřejnosti o další sportovní disciplínu bojových sportů. V dnešní době je hlavní cestou propagace sportovního muaythai amatérská úroveň, jejímž zastřešujícím orgánem je IFMA - International Federation of Muaythai Amateur Archivováno 15. 2. 2020 na Wayback Machine.. Základním rozdílem mezi profesionálním a amatérským pojetím muaythai je čas zápasů, počet kol a ochranné pomůcky. Kromě suspenzoru, chrániče zubů a rukavic se v původní verzi a dnes v profesionální sféře nepoužívají žádné chrániče a bojovníci nastupují k zápasu bosí. Souboj trvá pět kol po třech minutách. Jednotlivá kola jsou oddělena dvouminutovou přestávkou.
V amatérském pojetí se kromě suspenzoru, chrániče zubů a rukavic ještě používá ochranná helma, chránič loktů a holení, ženy chránič hrudi a pro juniorské kategorie ještě ochranná vesta. Zápasy jsou na 3 kola po třech minutách s minutovou pauzou. Tímto zavedením sportovních pravidel do tradiční plnokontaktní disciplíny si střešní organizace IFMA slibovala otevření cesty svého sportu mezi světovou elitu v podobě uznání MOV.
Díky dlouhodobé a cílevědomé práci všech zainteresvaných lidí, sportovců i fanoušků po celém světě se to nakonec v roce 2017 podařilo a muaythai bylo uznáno MOV.
Mezi nejznámější české thaiboxery patří Pavel "Hakim" Majer, Ondřej "Spejbl" Hutník nebo Jiří Žák.